# Сосницький Андрій Олексійович
Андрій Олексійович Сосницький (нар. 8 листопада 1962, Совєтськ, Калінінградська область, СРСР) — радянський та білоруський футболіст, захисник, згодом — білоруський футбольний тренер.

## Кар'єра гравця
Вихованець ДЮСШ міста Совєтська. Професіональну кар'єру розпочав у калінінградській «Балтиці». Потім перейшов у клуб вищого дивізіону СРСР мінське «Динамо», який переживав свої найкращі роки. Там він виступав з 1981 по 1986 роки, грав в основному за молодіжний склад, у вищому дивізіоні СРСР зіграв 2 матчі. У 1986 році перейшов у «Динамо» (Берестя) з другої ліги, де з перервою на повернення в Мінськ відіграв до 1992 року. У цей період за берестейський клуб зіграв понал 150 матчів, виступаючи на позиції захисника, відрізнявся хорошою результативністю. У 1990-х роках грав у вищому дивізіоні Росії за клуби «Спартак» (Владикавказ), «Уралмаш» (Єкатеринбург) і «Чорноморець» (Новоросійськ) — всього в вищому дивізіоні Росії зіграв 48 матчів. У 1997 році повернувся в Білорусь, де продовжив виступи за «Динамо» (Берестя) і «Славію» (Мозир).
Окрім цього зіграв 4 матчі за збірну Білорусі.

## Кар'єра тренера
Після завершення кар'єри гравця працював тренером у «Славії» (Мозир), потім очолив берестейське «Динамо», також був головним тренером «Славії» (Мозир). У 2008-му році приєднався до тренерського штабу Леоніда Кучука, який очолював тираспольський «Шериф». Після відходу Кучука, очолював клуб з січня 2010 по квітень 2011 року, під керівництвом Сосницького клуб виграв чемпіонат і кубок країни. У червні 2011 року Сосницький увійшов до тренерського штабу Леоніда Кучука в київському «Арсеналі». Їх спільна робота продовжилася і в Росії в краснодарській «Кубані» і московському «Локомотиві».

## Досягнення

### Як тренера
«Шериф» (Тирасполь)
- Національний дивізіон Молдови
  -  Чемпіон (1): 2009/10

- Кубок Молдови
  -  Володар (1): 2009/10